# 北浜
北浜（きたはま）は、大阪府大阪市中央区の町名。現行行政地名は北浜一丁目から北浜四丁目。

## 概要・地理
船場の北端の町で、土佐堀通（外北浜通）と内北浜通の両側町。南は今橋、東は東横堀川葭屋橋を挟んで北浜東、北は土佐堀川難波橋・栴檀木橋・淀屋橋を挟んで北区中之島、西は西横堀川跡の阪神高速1号環状線北行きを挟んで西区江戸堀とそれぞれ接する。
栴檀木橋筋以東の1丁目と2丁目は江戸時代から北浜という町名で、現在でも一般的に北浜と言えばこちら側を指すことが多く、北浜駅もこちら側に所在する。金相場会所跡には現在も大阪取引所が所在しており、江戸時代以来の金融街である。東京証券取引所が所在する東京都中央区日本橋兜町が「シマ」と呼ばれるのに対し、北浜は「ハマ」と呼ばれる。
栴檀木橋筋以西の3丁目と4丁目はかつて別の町名だったこともあり、北浜と呼ばれることはあまりない。とりわけ1989年（平成元年）まで大川町という町名で、淀屋橋駅が所在する淀屋橋南詰付近は淀屋橋と呼ばれることの方が多い。旧町名の大川町（下記参照）は、江戸時代初期には淀屋常安が居を構えており、その邸宅前から自費で土佐堀川に架橋した橋が淀屋橋である。20世紀以降の大川町一帯は、三井住友銀行大阪本店ビルや住友ビルディングを中心に住友グループ（旧住友財閥）企業の本社・本店オフィスが数多く立地していることから、俗に「住友村」とも呼ばれる。
なお、東隣の北浜東はかつて京橋という町名だったことに加え、船場ではなく上町に位置しているため、北浜には含まれない。

### 河川
- 東横堀川
- 土佐堀川

## 歴史
江戸時代は東横堀川 - 難波橋筋間が北浜1丁目、難波橋筋 - 栴檀木橋筋間が北浜2丁目だった。栴檀木橋筋 - 心斎橋筋間は過書町、心斎橋筋以西は土佐堀通沿いが大川町、内北浜通沿いが梶木町で、西横堀川沿いが七郎右衛門町1丁目という町名だった。
1872年（明治5年）に過書町と梶木町を編入して、東横堀川 - 八百屋町筋間が北浜1丁目、八百屋町筋 - 中橋筋間が北浜2丁目、中橋筋 - 丼池筋間が北浜3丁目、丼池筋 - 心斎橋筋間および心斎橋筋 - 淀屋橋筋間の淀屋小路以南が北浜4丁目、淀屋橋筋以西の淀屋小路以南が北浜5丁目に改編され、七郎右衛門町1丁目を横堀1丁目に改称。
1989年（平成元年）に大川町と横堀1丁目の北部を編入して、東横堀川 - 堺筋間が北浜1丁目、堺筋 - 栴檀木橋筋間が北浜2丁目、栴檀木橋筋 - 御堂筋間が北浜3丁目、御堂筋 - 阪神高速1号環状線北行き（西横堀川跡）間が北浜4丁目に改編された。
1743年（寛保3年）に金・銀・銭の取引相場を決める金相場会所が高麗橋より北浜へ移転。また、1777年（安永6年）には長崎向けの輸出商品を売買する俵物会所が備後町から北浜へ移転された。明治以降は有力な両替商らによって銀行などが設立され、1878年（明治11年）には金相場会所跡地に大阪株式取引所（現・大阪取引所）が設置された。
1845年（弘化2年）に大村益次郎、福澤諭吉らを輩出した緒方洪庵が開設の適塾が津村東之町（現：瓦町3丁目）より過書町へ移転。1875年（明治8年）には蟹島新地とも呼ばれる北浜東端の築地において、大久保利通、木戸孝允、板垣退助らが会談して日本の三権分立と漸次立憲が決定づけられた大阪会議が開かれるなど、北浜は日本の近代化に大きな影響を与えた所でもある。
1962年（昭和37年）に埋め立てられた西横堀川には西国橋・船町橋が架橋されていた。

### 地名の由来
船場の北の浜（大阪では河岸（かし）を指す）による。

## 世帯数と人口
2019年（平成31年）3月31日現在の世帯数と人口は以下の通りである。
| 丁目               | 世帯数  | 人口  |
| ------------------ | ------- | ----- |
| 北浜一丁目・二丁目 | 192世帯 | 318人 |
| 北浜三丁目         | 15世帯  | 38人  |
| 北浜四丁目         | 0世帯   | 0人   |
| 計                 | 207世帯 | 356人 |

### 人口の変遷
国勢調査による人口の推移。
| 1995年（平成7年）  | 106人 | [ 5 ] |  |
| 2000年（平成12年） | 71人  | [ 6 ] |  |
| 2005年（平成17年） | 85人  | [ 7 ] |  |
| 2010年（平成22年） | 143人 | [ 8 ] |  |
| 2015年（平成27年） | 137人 | [ 9 ] |  |

### 世帯数の変遷
国勢調査による世帯数の推移。
| 1995年（平成7年）  | 58世帯  | [ 5 ] |  |
| 2000年（平成12年） | 35世帯  | [ 6 ] |  |
| 2005年（平成17年） | 52世帯  | [ 7 ] |  |
| 2010年（平成22年） | 103世帯 | [ 8 ] |  |
| 2015年（平成27年） | 85世帯  | [ 9 ] |  |

## 事業所
2016年（平成28年）現在の経済センサス調査による事業所数と従業員数は以下の通りである。
| 丁目       | 事業所数    | 従業員数 |
| ---------- | ----------- | -------- |
| 北浜一丁目 | 256事業所   | 6,832人  |
| 北浜二丁目 | 352事業所   | 5,420人  |
| 北浜三丁目 | 454事業所   | 7,919人  |
| 北浜四丁目 | 288事業所   | 11,021人 |
| 計         | 1,350事業所 | 31,192人 |

## 主な施設
1丁目
- 株式会社大阪取引所
- 北浜一丁目平和ビル
  - オランダ総領事館
  - 関西棋院
- リバービュー北浜ビル
  - スイス領事館
- 北浜テラス（川床）

2丁目
- 光世証券 本店
- 淀屋橋スクエア
- 大阪シティ信用金庫 本店
- ヒサヤ大黒堂 本社

3丁目
- 日本生命淀屋橋ビル
- 八木通商 本社
- 淀屋橋駅東地区都市再生事業 - 中央日本土地建物所有の「日土地淀屋橋ビル」と京阪ホールディングス所有の「京阪御堂筋ビル」（旧「東京建物大阪ビル」）を一体的に再開発。2025年竣工予定。

4丁目
- 淀屋橋駅西地区第一種市街地再開発事業
- 三井住友銀行大阪本店ビル（旧「住友ビルディング」、旧・株式会社住友銀行 本店）
- 住友ビルディング（旧「新住友ビルディング」）
- ミズノ（登記上の本店）

周辺
- 中之島公園
  - 大阪市立東洋陶磁美術館
- 少彦名神社
  - くすりの道修町資料館
- 大阪市立開平小学校
- 日本郵政グループ 大阪ビル（旧:日本郵政公社近畿支社、旧近畿郵政局）
  - 日本郵便株式会社 近畿支社・大阪監査室・大阪共通事務集約センター・北浜東郵便局
  - ゆうちょ銀行 近畿エリア本部
  - かんぽ生命保険 近畿エリア本部・大阪支店
  - 日本郵政株式会社 近畿施設センター
- 北浜郵便局
- 北浜 NEXU BUILD（大阪で初めての100m超の高層ビル、旧称:大阪大林ビル）
- The Kitahama（2005年に5月閉店した三越大阪店跡地）
- 近畿産業信用組合 本店
- 五感 北浜本館
- コニシ 本社
  - 小西家住宅
- カプコン 本社
- ニプロファーマ 本社
- 日本経済新聞大阪本社
- イトーキ大阪ショールーム
- シオノギヘルスケア株式会社 本社

## かつて存在した施設
- 田辺三菱製薬株式会社 本社・営業本部・国際事業部・ヘルスケア事業部
  - 株式会社ベネシス 本社
  - 吉富薬品株式会社 本社
  - 田辺三菱製薬工場株式会社 本社
  - 田辺製薬販売株式会社 本社

## 交通

### 鉄道
- 北浜駅（京阪本線・Osaka Metro堺筋線）
- なにわ橋駅（京阪中之島線） - 所在地は土佐堀川対岸の中之島になる。
- 淀屋橋駅（京阪本線・Osaka Metro御堂筋線）

### 道路
国道
- 国道25号（御堂筋）

主要地方道
- 大阪府道102号恵美須南森町線（堺筋）
- 大阪府道168号石切大阪線（土佐堀通）

都市高速道路
- 土佐堀出口（阪神高速1号環状線） - 所在地は西横堀川跡対岸の江戸堀になる。
- 高麗橋入口（阪神高速1号環状線） - 所在地は東横堀川対岸の東高麗橋になる。

※ 北浜出口（阪神高速1号環状線）は、所在地が中之島よりさらに北の西天満になり、加えて、難波橋が北行き一方通行であるため、北浜へアクセスしにくいので注意。

## その他

### 日本郵便
- 〒541-0041[3]（集配局：大阪東郵便局[11]）